# One of the Living
«One of the Living» (с англ. — «Единственный из живущих») — песня, записанная американской певицей Тиной Тёрнер для фильма «Безумный Макс 3: Под куполом грома», в котором она также снялась. Песня написана Холли Найт, которая была соавтором таких хитов певицы, как «The Best» и «Better Be Good to Me».
Песня стала популярной в Европе, поднявшись в топ-10 чартов таких стран, как Бельгия, Финляндия, Германия и Швейцария. В американском Billboard Hot 100 пиком для песни стала пятнадцатая строчка.
В 1986 году Тёрнер получила премию «Грэмми» в категории «Лучшее женское вокальное рок-исполнение» за эту песню.

## Список композиций
7" Vinyl Single
1. «One of the Living» — 4:12
2. «One of the Living» (Dub Version) — 5:23

12" Vinyl Maxi
Сторона «А»
1. «One of the Living» (Special Club Mix) — 7:49

Сторона «Б»
1. «One of the Living» (Dub Version) — 5:23
2. «One of the Living» (Instrumental) — 6:11

Прочие версии
1. «One of the Living» (Album Version) — 5:59
2. «One of the Living» (Unreleased Maxi Version) — 8:09
3. «One of the Living» (Movie Version) — 1:55

## Чарты
| Чарт (1985)                           | Пиковая позиция |
| ------------------------------------- | --------------- |
| Австралия (Kent Music Report)         | 34              |
| Австрия (Ö3 Austria Top 40)           | 12              |
| Бельгия/Фландрия (Ultratop 50)        | 7               |
| Великобритания (OCC UK Singles)       | 55              |
| Германия (Official German Charts)     | 6               |
| Ирландия (IRMA)                       | 15              |
| Италия (Hit Parade Italia)            | 49              |
| Канада (RPM Top Singles)              | 18              |
| Нидерланды (Dutch Top 40)             | 10              |
| Новая Зеландия (Recorded Music NZ)    | 24              |
| США (Billboard Hot 100)               | 15              |
| США (Billboard Dance Club Songs)      | 6               |
| США (Billboard Hot R&B/Hip-Hop Songs) | 41              |
| Финляндия (Suomen virallinen lista)   | 9               |
| Швейцария (Schweizer Hitparade)       | 9               |